# Castelleone di Suasa
Castelleone di Suasa là một đô thị ở tỉnh Ancona, vùng Marche của Italia.
Đô thị nổi tiếng với công viên khảo cổ Suasa, một thị xã Rôma cổ.
Thị xã này nằm trên ngọn đồi gần sông Cesano, Castelleone di Suasa cũng được gọi là "đô thị xanh".
==Tham khảo==